# Belshazzar's Feast
Belshazzar's Feast (en español: El festín de Baltasar) es una cantata del compositor inglés William Walton. Fue interpretada en público por primera vez el 8 de octubre de 1931 en el Festival de Leeds por el barítono Dennis Noble y la Orquesta Sinfónica de Londres dirigida por Malcolm Sargent. El texto es una selección del escritor Osbert Sitwell de la Biblia, concretamente el salmo 137 del Libro de Daniel. La obra está dedicada a Lord Berners.

## Sinopsis
En el festival de Baltasar los judíos se encuentran en exilio en Babilonia. Después del festín, el rey babilonio comete sacrilegio usando la vasija sagrada judía para rezar a los reyes paganos, por lo que es milagrosamente muerto, el reino desaparece y los judíos recuperan su libertad.

## Secciones de la obra
1. [Introduction] Thus spake Isaiah
2. By the waters of Babylon/If I forget thee O Jerusalem
3. [Transition] Babylon was a great city
4. In Babylon, Belshazzar the King made a great feast
5. Praise ye
6. Thus in Babylon, the mighty city
7. [Transition] And in that same hour
8. Then sing aloud to God our strength
9. The trumpeters and pipers were silent
10. Then sing aloud to God our strength